# Inégalité de Nesbitt
Pour les articles homonymes, voir Nesbitt.

## Énoncé
L'inégalité de Nesbitt est un cas particulier de l'inégalité de Shapiro pour trois réels ; elle donne un minorant d'une expression rationnelle de ces réels. Elle s'énonce ainsi  : 
Théorème — Soient {\displaystyle a,b,c>0.} Alors 

## Démonstrations

### Première démonstration: par l'inégalité de réarrangement
On suppose, sans perte de généralité, que {\displaystyle a\geqslant b\geqslant c}.
On a alors :
En appliquant deux fois l'inégalité de réarrangement, il vient :
et
En ajoutant ces deux inégalités, on obtient :
c'est-à-dire
dont on déduit l'inégalité de Nesbitt.

### Deuxième démonstration: par l'inégalité arithmético-harmonique
Par l'inégalité arithmético-harmonique portant sur {\displaystyle a+b,b+c,c+a},
{\displaystyle {\frac {(a+b)+(a+c)+(b+c)}{3}}\geqslant {\frac {3}{\displaystyle {\frac {1}{a+b}}+{\frac {1}{a+c}}+{\frac {1}{b+c}}}}.}
Après simplification,
{\displaystyle ((a+b)+(a+c)+(b+c))\left({\frac {1}{a+b}}+{\frac {1}{a+c}}+{\frac {1}{b+c}}\right)\geqslant 9,}
dont on obtient
{\displaystyle 2{\frac {a+b+c}{b+c}}+2{\frac {a+b+c}{a+c}}+2{\frac {a+b+c}{a+b}}\geqslant 9}
après développement et rassemblement par dénominateur. D'où le résultat.

### Troisième démonstration: par l'inégalité de Cauchy–Schwarz
En appliquant l'inégalité de Cauchy–Schwarz aux vecteurs {\displaystyle \displaystyle \left({\sqrt {a+b}},{\sqrt {b+c}},{\sqrt {c+a}}\right),\left({\frac {1}{\sqrt {a+b}}},{\frac {1}{\sqrt {b+c}}},{\frac {1}{\sqrt {c+a}}}\right)}, il vient
{\displaystyle ((b+c)+(a+c)+(a+b))\left({\frac {1}{b+c}}+{\frac {1}{a+c}}+{\frac {1}{a+b}}\right)\geqslant 9,}
forme qui est similaire à celle de la preuve précédente.

### Quatrième démonstration: par l'inégalité arithmético-géométrique
Appliquons d'abord une transformation de Ravi : posons {\displaystyle x=a+b,y=b+c,z=c+a}. Appliquons l'inégalité arithmético-géométrique aux six nombres {\displaystyle x^{2}z,z^{2}x,y^{2}z,z^{2}y,x^{2}y,y^{2}x} pour obtenir
{\displaystyle {\frac {\left(x^{2}z+z^{2}x\right)+\left(y^{2}z+z^{2}y\right)+\left(x^{2}y+y^{2}x\right)}{6}}\geqslant {\sqrt[{6}]{x^{2}z\cdot z^{2}x\cdot y^{2}z\cdot z^{2}y\cdot x^{2}y\cdot y^{2}x}}=xyz.}
Après division par {\displaystyle xyz/6}, on obtient
{\displaystyle {\frac {x+z}{y}}+{\frac {y+z}{x}}+{\frac {x+y}{z}}\geqslant 6.}
Exprimons à présent {\displaystyle x,y,z} en fonction de  {\displaystyle a,b,c} :
{\displaystyle {\frac {2a+b+c}{b+c}}+{\frac {a+b+2c}{a+b}}+{\frac {a+2b+c}{c+a}}\geqslant 6}
{\displaystyle {\frac {2a}{b+c}}+{\frac {2c}{a+b}}+{\frac {2b}{a+c}}+3\geqslant 6}
qui, après simplification, donne le résultat.

### Cinquième démonstration: par le lemme de Titu
Le lemme de Titu, conséquence directe de l'inégalité de Cauchy–Schwarz, indique que pour toutes familles de {\displaystyle n} réels {\displaystyle (x_{k})} et de réels positifs {\displaystyle (a_{k})}, {\displaystyle \displaystyle \sum _{k=1}^{n}{\frac {x_{k}^{2}}{a_{k}}}\geqslant {\frac {(\sum _{k=1}^{n}x_{k})^{2}}{\sum _{k=1}^{n}a_{k}}}}. Utilisons ce lemme pour {\displaystyle n=3} avec les familles {\displaystyle (a,b,c)} et {\displaystyle (a(b+c),b(c+a),c(a+b))} :
{\displaystyle {\frac {a^{2}}{a(b+c)}}+{\frac {b^{2}}{b(c+a)}}+{\frac {c^{2}}{c(a+b)}}\geqslant {\frac {(a+b+c)^{2}}{a(b+c)+b(c+a)+c(a+b)}}}
Après développement
{\displaystyle {\frac {a^{2}}{a(b+c)}}+{\frac {b^{2}}{b(c+a)}}+{\frac {c^{2}}{c(a+b)}}\geqslant {\frac {a^{2}+b^{2}+c^{2}+2(ab+bc+ca)}{2(ab+bc+ca)}},}
ce qui donne
{\displaystyle {\frac {a}{b+c}}+{\frac {b}{c+a}}+{\frac {c}{a+b}}\geqslant {\frac {a^{2}+b^{2}+c^{2}}{2(ab+bc+ca)}}+1.}
Or, l'inégalité de réarrangement donne  {\displaystyle a^{2}+b^{2}+c^{2}\geqslant ab+bc+ca}, ce qui prouve que le quotient de droite est inférieur ou égal à {\displaystyle \displaystyle {\frac {1}{2}}}. Finalement,
{\displaystyle {\frac {a}{b+c}}+{\frac {b}{c+a}}+{\frac {c}{a+b}}\geqslant {\frac {3}{2}}.}

### Sixième démonstration: utilisation de l'homogénéité
Puisque la partie gauche de l'inégalité est homogène, nous pouvons supposer {\displaystyle a+b+c=1}. En posant {\displaystyle x=a+b}, {\displaystyle y=b+c}, et {\displaystyle z=c+a}. Il suffit de montrer {\displaystyle {\frac {1-x}{x}}+{\frac {1-y}{y}}+{\frac {1-z}{z}}\geqslant {\frac {3}{2}}}, c'est-à-dire, {\displaystyle {\frac {1}{x}}+{\frac {1}{y}}+{\frac {1}{z}}\geqslant 9/2}. Une simple application du lemme de Titu fournit le résultat.

### Septième démonstration: par l'inégalité de Jensen
Nous supposons ici aussi {\displaystyle a+b+c=1}. On recherche alors le minimum de
{\displaystyle {\frac {a}{1-a}}+{\frac {b}{1-b}}+{\frac {c}{1-c}}}.
Or la fonction {\displaystyle f} définie par {\displaystyle f(x)={\frac {x}{1-x}}} est convexe sur {\displaystyle \left]0,1\right[}, donc d'après l'inégalité de Jensen : 
{\displaystyle {\frac {1}{2}}=f\left({\frac {1}{3}}\right)=f\left({\frac {a+b+c}{3}}\right)\leqslant {\frac {1}{3}}(f(a)+f(b)+f(c))={\frac {1}{3}}\left({\frac {a}{1-a}}+{\frac {b}{1-b}}+{\frac {c}{1-c}}\right)},
d’où l'inégalité voulue.

### Huitième démonstration: par l'inégalité de Muirhead
L'inégalité équivaut à {\displaystyle 2(a^{3}+b^{3}+c^{3})\geqslant a^{2}b+b^{2}a+b^{2}c+c^{2}b+c^{2}a+ac^{2}}.
Avec les notations introduites dans la page sur l'inégalité de Muirhead, cela équivaut à {\displaystyle [3,0,0]\geqslant [2,1,0]}, ce qui s'obtient par le théorème de Muirhead car {\displaystyle (3,0,0)} majorise {\displaystyle (2,1,0)}.

### Neuvième démonstration
L'inégalité équivaut à {\displaystyle 2(a^{3}+b^{3}+c^{3})-a^{2}b-b^{2}a-b^{2}c-c^{2}b-c^{2}a-ac^{2}\geqslant 0}, 
or le premier membre peut se mettre sous la forme {\displaystyle (a+b)(a-b)^{2}+(b+c)(b-c)^{2}+(c+a)(c-a)^{2}}, 
ce qui prouve l'inégalité, et montre de plus que le cas d'égalité est {\displaystyle a=b=c}.